# النجم المحظوظ
النجم☆المحظوظ ( باليابانية :らき☆すた)  (بالروماجي Raki☆Suta) هي سلسلة مانغا يابانية من كتابة كاغامي يوشيميزي.  صدرت في 10 ديسمبر عام 2003 وتكونت من 10 مجلدات، تم إنتاجها إلى مسلسل أنمي من 24 حلقة بواسطة استوديو  كيوتو أنيميشن، عرض الانمي في 8 أبريل عام 2007 وانتهى عرضه في 16 ديسمبر عام 2007، يصور هذا الانمي الحياة اليومية لعدة فتيات في أحد المدراس اليابانية بطابع كوميدي، وتم تطوير عدة العاب فيديو عن الأنمي.

## القصة
تدور احداث القصة عن (كوناتا إيزومي) وهي فتاة قصير و رياضية ولكن بالرغم من ذلك فهي لاتنتمي إلى أي من الفرق المدرسية وتفضل ان تفرغ أوقاتها لمشاهدة الانمي ولعب العاب الفيديو والعيش بحرية، وتمتاز بالذكاء ولكنها كسولة جداً ويصيبها الملل بشكل سريع، توفيت والدة كوناتا وهي صغيرة في العمر فهي لا تتذكرها جيدا وقد ورثت حبها للأنمي والمانغا من والدها الذي يعمل كاتب ولكنها ورثت قصر القامة من أمها.

## شخصيات الأنمي
كوناتا إيزومي
مؤدية الصوت: أيا هيرانو
هي الشخصية الرئيسية في الأنمي فتاة ذات طابع فكاهي تملك شعر ازرق جميل كما إنها تحب مشاهدة الأنمي ولعب الألعاب. الإلكترونية وقراءة المانجا وتنفق مالا كثيرا على هذه الأشياء رغم غلو ثمنها كما إنها كسولة في دراستها ولكنها تكون ماهرة للغاية في الرياضة وفي السباقات.
كاجامي هيراغي
مؤدية الصوت: أميري كاتو
هي فتاة لديها شخصية قوية لديها شعر طويل ذو لون بنفسجي فاتح كما إنها مجتهدة في دراستها وتأخذها دوما على محمل الجد وتحصل كاجامي دوما على أعلى الدرجات وهي الشقيقة التوأم لتسوكاسا لكنها على الرغم إنهما توأمتان فهما لايتشابهان إطلاقا.
تسوكاسا هيراغي
مؤدية الصوت: كاوري فوكوهارا
هي شخصية لطيفة وهادئه تملك شعر بنفسجي فاتح وقصير وتحب أصدقائها وهي الشقيقة التوأم لكاجامي ولكنها لا تجيد الرياضة لكن هي بارعة في الطبخ والأعمال المنزلية كما إنها تحسن التعامل مع الحيوانات لكن مشكلتها إنها ليست مجدة في دراستها وتحتاج دائما كاجامي لتساعدها في دروسها.
ميوكي تاكارا
مؤدية الصوت: أيا إندو
هي شخصية لطيفة وهادئه مثل تسوكاسا كما إنها تنتمي إلى أسرة غنية وهي جميلة جدا و تشبه أمها كثيرا وهي تتمنى أن تصبح طبيبة عندما تكبر، بارعه في الدراسة ومجدة فيها وتحصل على أعلى الدرجات ولكن عيبها إنها تخشى من طبيب الأسنان وترفض الذهاب إليه دائما.

## وصلات خارجية
- موقع الأنمي الرسمي (باليابانية)

النجم المحظوظ على موقع ANN manga (الإنجليزية)